# Grudzice
Grudzice (deutsch Grudschütz, auch Grudczütz, 1936–1945 Gruden) ist ein Stadtteil der kreisfreien Stadt Oppeln in der polnischen Woiwodschaft Oppeln.

## Geographie

### Geographische Lage
Grudzice liegt in der historischen Region Oberschlesien im Oppelner Land. Der Ort liegt ca. fünf Kilometer südöstlich der Innenstadt von Oppeln.
Grudzice liegt in der Nizina Śląska (Schlesischen Tiefebene) innerhalb der Równina Opolska (Oppelner Ebene). Das Dorf liegt an der Malina, einem linken Zufluss der Swornica. Nördlich der Ortschaft verläuft die Eisenbahnstrecke der Oberschlesischen Eisenbahn. Weiterhin verläuft durch die Ortschaft  die Woiwodschaftsstraße Droga wojewódzka 435 sowie im Osten die Landesstraße Droga krajowa 46. Östlich von Grudzice liegt ein großes Waldgebiet. Südlich des Dorfes liegen die beiden Badeseen Malina I und Malina II.

### Nachbargemeinden
Grudzice grenzt im Norden an Kolonia Gosławicka (Kolonie Goslawitz), im Südosten an  Malina (Malino), im Südwesten an Groszowice (Groschowitz) und im Westen an Nowa Wieś Królewska (Königlich Neudorf/Bolko). Östlich von Grudzice liegt das zur Landgemeinde Chronstau (Gmina Chrząstowice) gehörende Dorf Derschau (poln. Suchy Bór).

## Geschichte

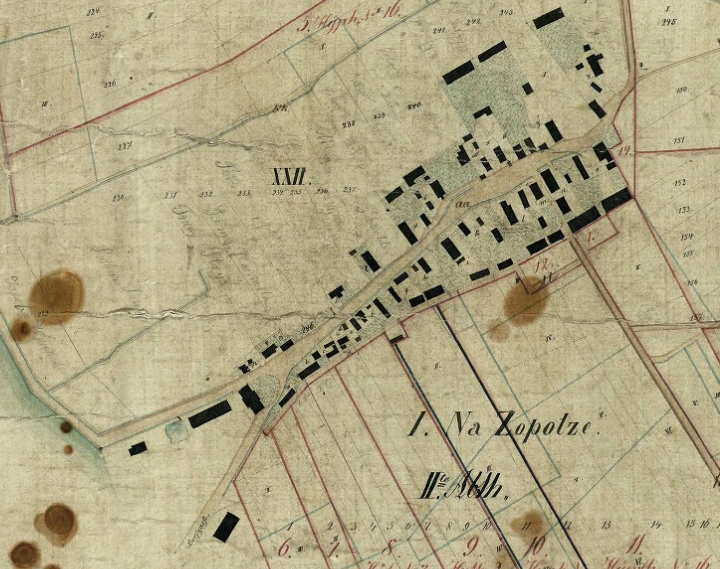
Plan von Grudschütz 1854

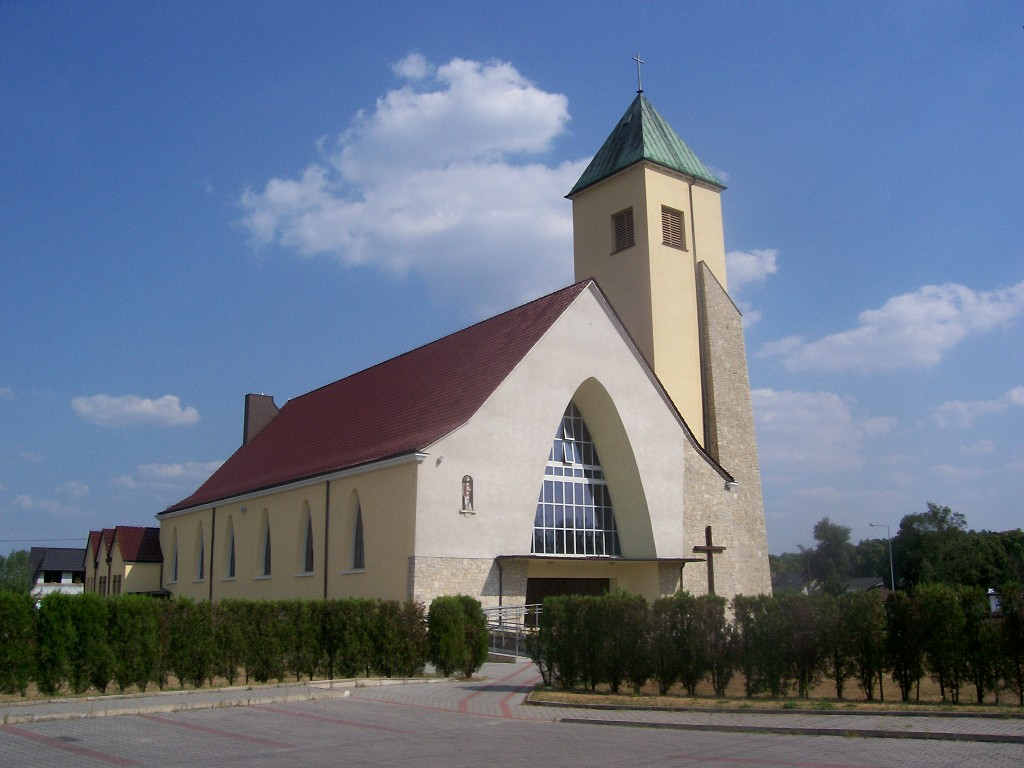
Kirche der Muttergottes von Fatima

Der Ort wurde 1223 erstmals als Grudnia urkundlich erwähnt. 1532 erfolgte eine weitere Erwähnung der Ortschaft als Grutczütz.
Nach dem Ersten Schlesischen Krieg 1742 fiel Grudschütz mit dem größten Teil Schlesiens an Preußen.
Nach der Neuorganisation der Provinz Schlesien gehörte die Landgemeinde Gräfenort ab 1816 zum Landkreis Oppeln im Regierungsbezirk Oppeln. 1845 bestanden im Dorf eine königliche Oberförsterei, ein Waldwärterhaus und 36 Häuser. Im gleichen Jahr lebten in Grudschütz 337 Menschen, davon 16 evangelische. 1855 lebten im Ort 363 -, 1861 bereits 424 Menschen. 1874 wurde der Amtsbezirk Grudschütz gegründet, welcher aus den Landgemeinden Derschau, Grudschütz, Malino und Schulenburg und dem Gutsbezirk Grudschütz bestand. 1885 zählte Grudschütz 673 Einwohner.
Bei der Volksabstimmung in Oberschlesien am 20. März 1921 stimmten 253 Wahlberechtigte für einen Verbleib bei Deutschland und 422 für Polen. Grudschütz verblieb beim Deutschen Reich. 1933 lebten dort 1753 Einwohner und am 19. Mai 1936 wurde Grudschütz in Gruden umbenannt. 1939 wurden es 2193 Einwohner. Bis 1945 befand sich Gruden im Landkreis Oppeln.
1945 erfolgte die Umbenennung – nun unter polnischer Verwaltung – in Grudzice mit dem Anschluss an die Woiwodschaft Schlesien. 1950 kam der Ort zur Woiwodschaft Oppeln und wurde 1975 eingemeindet in die Stadt Oppeln.

## Sehenswürdigkeiten und Bauwerke
- Die röm.-kath. Kirche Unserer Lieben Frau von Fatima (poln. Kościół Matki Boskiej Fatimskiej) wurde zwischen 1957 und 1959 erbaut und am 11. August 1959 geweiht.[9]
- Glockenkapelle an der ul. Groszowicka
- Friedhofskapelle
- Gedenkstein für die 750-Jahr-Feier an der ul. Strzelecka
- Im Grudschützer Wald befand sich einst ein Bildstock aus Stein. Laut Inschrift wurde es 1610 am Ort eines Mordes aufgestellt und 1754 renoviert. Es zeigte ein Reliefbild des gekreuzigten Jesus Christus. Es hatte zudem folgende schwer leserliche Inschriften in deutscher Sprache: Also ha Got die Welt gelibet das er seinen einzigen Sohn gab auff das alle die an ihn gleu .. nicht v .. loren sollen werden sonder das ewige Le- ben haben N. G .. und Ao. 1610. ad Pauli Bekehrungk ist der ehrnveste auch wolbenambte Her Jacobus Leuschner von Brick sei- nes Alters. 26. Jahr alhir von bösen Leuten jäm- merlichtent ermordett worden ist Gott segne dich zur ...[10]

## Wappen

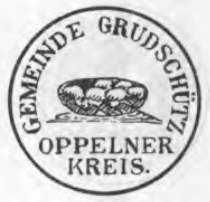
Altes Siegel der Gemeinde

Alte Siegel und Stempel des Ortes zeigen einen Korb mit Getreidekörnern. Es weist auf den damaligen landwirtschaftlich geprägten Charakter des Ortes hin. Zuvor befanden sich zwei Vögel auf einem Zweig in den Siegeln.

## Vereine
- Deutscher Freundschaftskreis[12]
- Fußballverein LZS Grudzice[13]
- Freiwillige Feuerwehr OSP Opole-Grudzice